# کارل هاینز امیگ
کارل هاینز امیگ (انگلیسی: Karl-Heinz Emig؛ زادهٔ ۲۹ ژوئیهٔ ۱۹۶۲) بازیکن فوتبال اهل آلمان است.
از باشگاه‌هایی که در آن بازی کرده‌است می‌توان به باشگاه فوتبال هرتابرلین، باشگاه فوتبال کایزرسلاوترن، باشگاه فوتبال دارمشتات ۹۸، و باشگاه فوتبال وولفسبورگ اشاره کرد.